# Валкла
Ва́лкла, также Ва́лькла(эст. Valkla) —  деревня в волости Куусалу уезда Харьюмаа, Эстония.

## География и описание
Расположена на севере Эстонии, на берегу Балтийского моря. Высота над уровнем моря — 33 метра.
Климат умеренный. Официальный язык — эстонский. Почтовый индекс — 74630.

## Население
По данным переписи населения 2021 года, в Валкла  проживали 263 человека, из них 250 (95,1 %) — эстонцы.
Численность населения деревни Валкла по данным переписей населения:
| Год  | 1959 | 1970   | 1979  | 1989  | 2000  | 2011  | 2021  |
| ---- | ---- | ------ | ----- | ----- | ----- | ----- | ----- |
| Чел. | 212* | ↗ 519* | ↗ 894 | ↘ 791 | ↘ 671 | ↘ 532 | ↘ 263 |

* Деревня Валкла и поселение Валкла вместе.

## История
Деревня впервые упомянута в Датское поземельной книге 1241 года (Uvalkal). В письменных источниках примерно 1400 года упоминается Walleküll, 1442 года —  Walkul, 1563 года — Walkülla, 1732 года — Walkülla, 1840 года — Walkla. В XVI веке здесь находилась мельница, в 1627 году Герман Врангель основал здесь мызу Валкюль (нем. Wallküll, эст. Valkla mõis), отделив ее от мызы Кида (нем. Kida, Kyda, Кийу, эст. Kiiu mõis). В 2,5 км к юго-востоку от усадьбы находилась деревня Валкла (эст. Valkla küla). В 1920-е годы, в результате земельной реформы, на землях мызы Валкла возникло одноимённое поселение (эст. Valkla asundus), которое в 1977 году было объединено с деревней Валкла.

## Памятники культуры
- Главное здание мызы Валкюль (Валкла),  памятник архитектуры[15].
- Бывшая конюшня мызы Валкюль,  памятник архитектуры[16]
- Бывшая корчма,  памятник архитектуры[17].

## Галерея

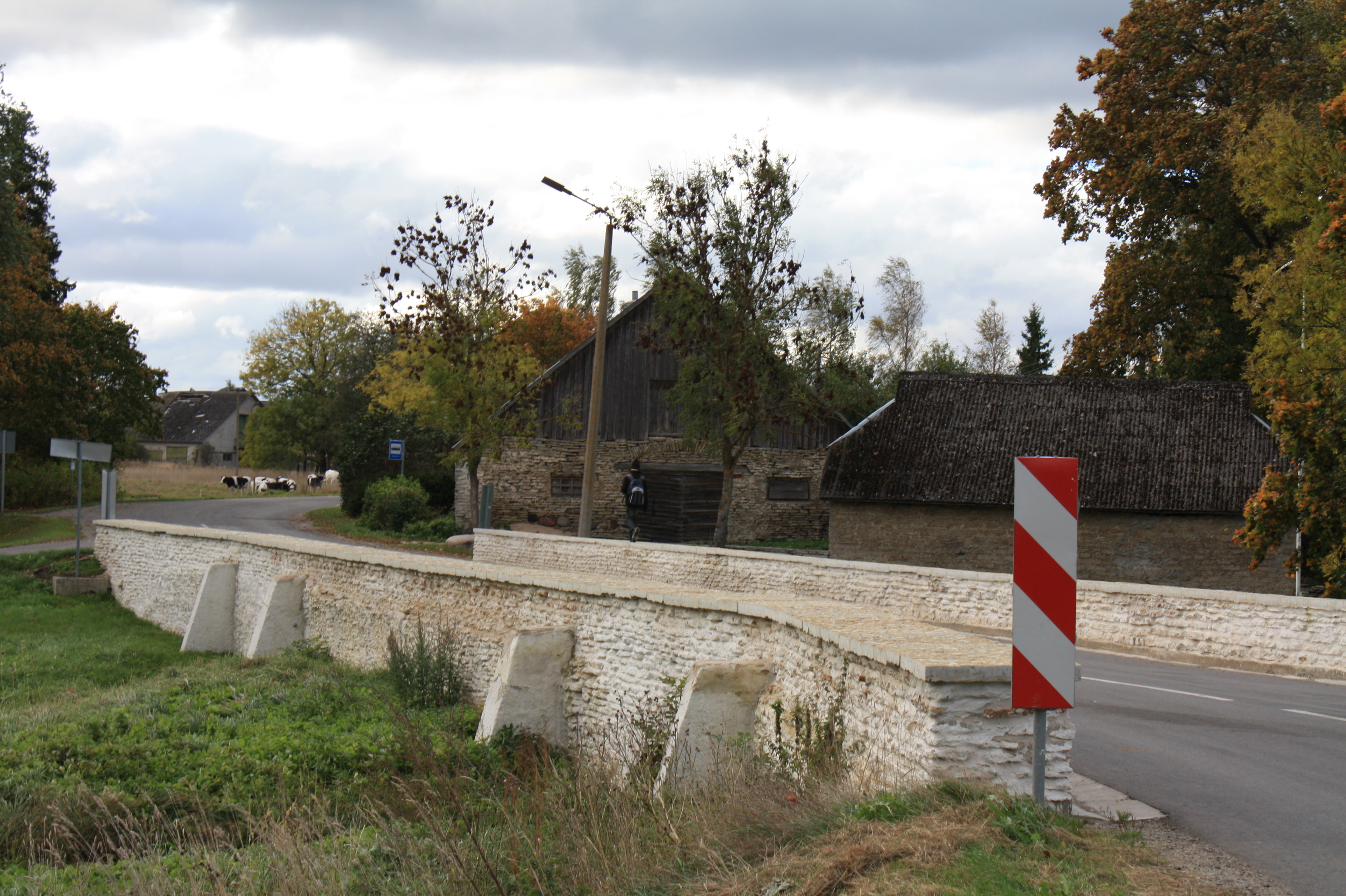
Мост
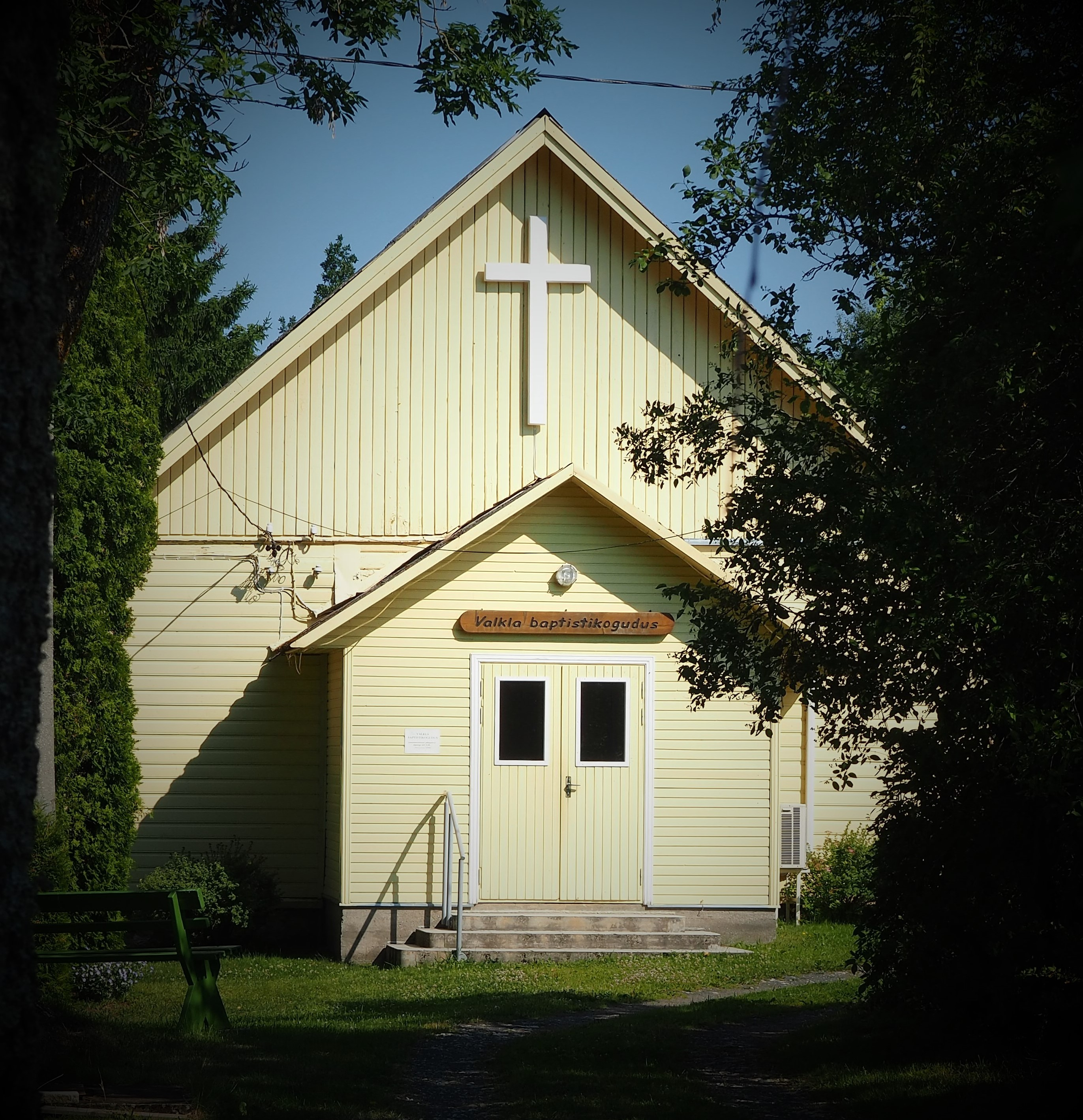
Баптистская церковь
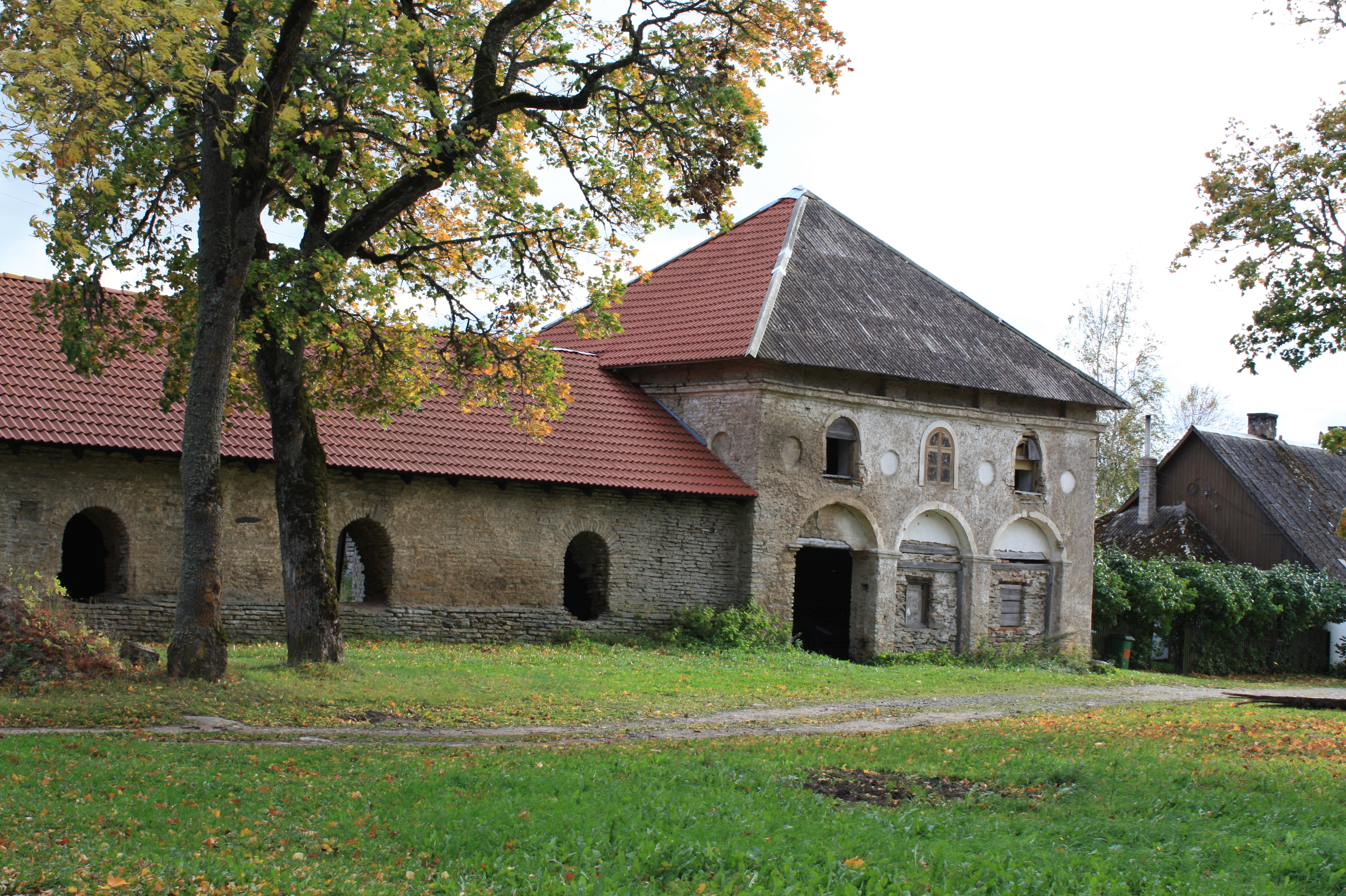
Конюшня мызы Валкюль (Валкла)
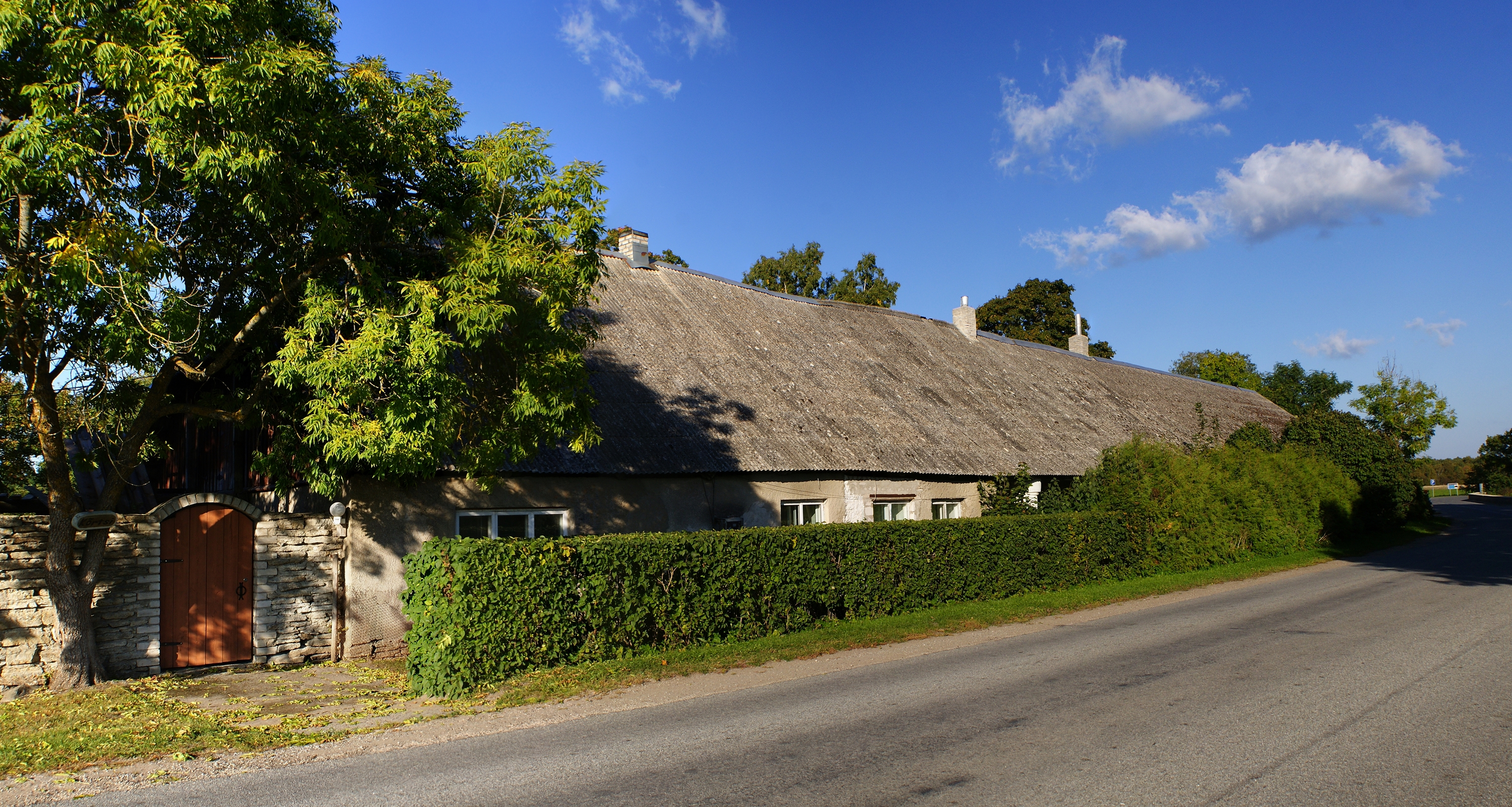
Бывшая корчма

## Комментарии
1. ↑  Эстонские топонимы, оканчивающиеся на -а, не склоняются и не имеют женского рода (исключение — Нарва)[9].